# Grigore Antipa (navă)

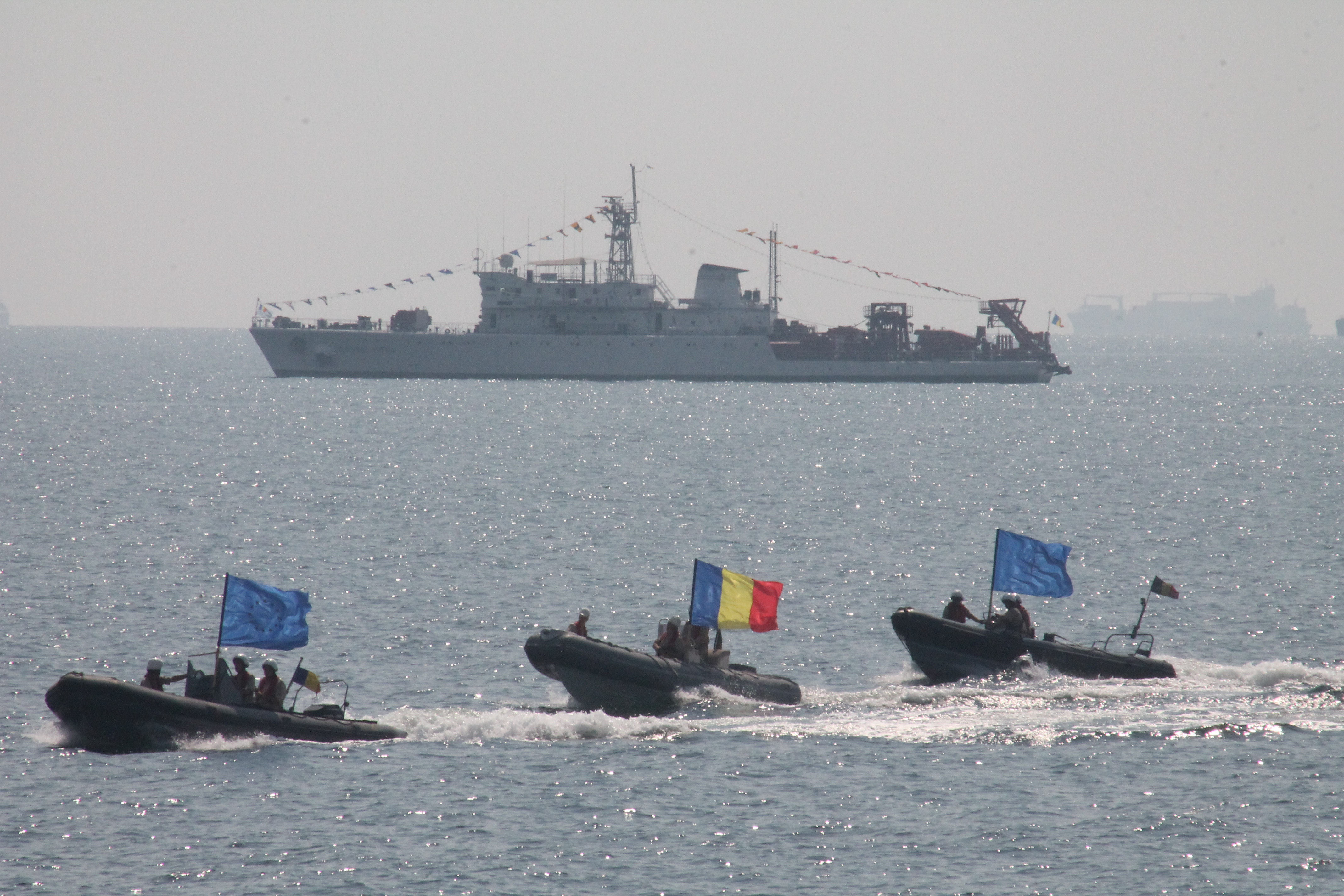
Nava Grigore Antipa, ziua Marinei 2015

Nava Grigore Antipa este o navă de intervenție cu scafandri la mare adâncime, construită la Șantierul Naval Mangalia și a intrat în dotarea Centrului de Scafandri din Constanța la data de 27.12.1979.

## Caracteristici tehnice generale[1]
- lungime = 78,8 m;
- lățime = 10,4 m;
- pescaj maxim = 3,625 m;
- deplasament = 1500 tdw;
- viteză = 15 Nd.

Nava dispune de un sistem de scufundare la mare adâncime cu turelă închisă tip EP 300 pentru executarea de diverse lucrări subacvatice cu scafandri, operațiuni de observare, ranfluare etc, până la adâncimea de 120 m.
Sistemul de scufundare EP 300 este alcătuit din:
- turelă de scufundare până la 120 m adâncime
- instalație de preparare și de stocare a amestecurilor respiratorii
- cameră de decompresie și tratament
- tablouri de măsură și control al parametrilor scufundării
- portic de lansare/recuperare turelă de scufundare